# Цюпа Наталія Петрівна
Ната́лія Петрі́вна Цю́па (20 серпня 1946, Новокам'янка — 25 січня 2024, Київ) — українська співачка (контральто); народна артистка України з 1994 року, професор з 2001 року.

## Біографія
Народилася 20 серпня 1946 року в селі Новокам'янці Саратовської області (нині Росія). 1946 року вступила на навчання до студії по підготовці акторських кадрів при ДЗУНХ ім Г. Верьовки.
1966 року закінчила студію при Українському народному хорі імені Григорія Верьовки. Відтоді солістка цього хору. Артистка вокального тріо ім. Г. Верьовки (із 1970 р.)
1978 року закінчила КДІК ім. О. Корнійчука (нині Київський національний університет культури і мистецтв). Протягом 1992—1996 рр. та 2002—2006рр — викладач вокалу в Студії при Укр. нар. хорі ім. Г. Верьовки. У складі хору та вокального тріо гастролювала у США, Канаді, Франції, Іспанії, Португалії, країнах Південної Америки, Росії, Чехії, Словаччини, Північної Кореї, Польщі, Німеччини. У 2001р вийшов компакт диск «Співає тріо імені Григорія Верьовки», до якого ввійшли записи укр. нар. пісень з фондів Національної радіокомпанії України. Виступала у складі вокального тріо з Поліною Павлюченко та Вірою Мартиненко. 
Організатор і художній керівник Заслуженого дитячого вокально — хореографічного гурту «Шумка» Центру естетичного виховання молоді КНУ ім. Т. Шевченка (1993—2005рр). Колектив став Лауреатом І Міжнародного фольклорного фестивалю «Музика світу» (Італія, 1998), гастролював у Аргентині, Естонії, Латвії.
Від 1992 р на педагогічній роботі у КДІК. Викладає постановку голосу, сольний спів, вокальний ансамбль.